# Pietro Garlato
Pietro Garlato (Udine, 10 gennaio 1928 – Tivoli, 29 aprile 2013) è stato un vescovo cattolico italiano.

## Biografia
Nacque a Udine, città capoluogo di provincia e sede arcivescovile, il 10 gennaio 1928.
Ricevette la prima comunione il 12 ottobre 1935, e la confermazione il giorno seguente, nella cattedrale di Udine, dall'arcivescovo Giuseppe Nogara.

### Formazione e ministero sacerdotale
Dopo aver frequentato il ginnasio «Jacopo Stellini» a Udine e il liceo classico «Don Bosco» a Pordenone, compì gli studi in preparazione al sacerdozio presso il seminario vescovile di Pordenone, dove seguì i corsi filosofici e teologici.
Il 1º luglio 1951 fu ordinato presbitero per la diocesi di Concordia.
Il 1º ottobre dello stesso anno iniziò a prestare servizio presso la Pontificia commissione centrale per l'arte sacra in Italia, di cui divenne segretario il 10 novembre 1967. Al contempo svolse il suo ministero sacerdotale presso la basilica di San Lorenzo in Damaso, entrando a far parte del capitolo in qualità di canonico. In seno alla diocesi di Roma, fu membro del consiglio presbiterale e del comitato per l'Anno Santo del 1975.
Ricevette il titolo onorifico di cameriere segreto soprannumerario di Sua Santità il 4 aprile 1957 da papa Pio XII e il 20 novembre 1958 da papa Giovanni XXIII; ricevette poi quello di prelato d'onore di Sua Santità il 7 dicembre 1968 da papa Paolo VI.
Il 15 novembre 1979 fu scelto da papa Giovanni Paolo II quale prelato segretario del vicariato di Roma; lo stesso giorno fu incardinato nella diocesi di Roma.

### Ministero episcopale
Il 2 aprile 1986 papa Giovanni Paolo II lo nominò vescovo di Palestrina; succedette a Renato Spallanzani, dimessosi per raggiunti limiti di età. Il 19 aprile seguente ricevette l'ordinazione episcopale, nella basilica di San Giovanni in Laterano a Roma, dal cardinale Ugo Poletti, vicario generale per la diocesi di Roma, co-consacranti l'arcivescovo vicegerente Ennio Appignanesi e il vescovo ausiliare di Roma Plinio Pascoli.
Fu amministratore apostolico di Anagni-Alatri dal febbraio 1987, dopo la morte del vescovo Umberto Florenzani, al 6 marzo 1988, giorno dell'ingresso del successore Luigi Belloli.
Il 30 dicembre 1991 fu trasferito dal papa alla guida della diocesi di Tivoli, sede di cui era già amministratore apostolico; succedette a Lino Esterino Garavaglia, precedentemente nominato vescovo di Cesena-Sarsina. L'8 febbraio 1992 prese possesso della diocesi.
Il 5 luglio 2003 lo stesso pontefice accolse la sua rinuncia, presentata per raggiunti limiti di età, al governo pastorale della diocesi di Tivoli; gli succedette Giovanni Paolo Benotto, fino ad allora vicario generale di Pisa. 
Da vescovo emerito continuò a vivere a Tivoli, dove morì, presso la clinica Medicus, il 29 aprile 2013, all'età di 85 anni. Le esequie furono celebrate il 30 aprile, nella cattedrale di Tivoli, dal cardinale Agostino Vallini. Sepolto inizialmente nel cimitero cittadino, il 29 aprile 2023, nel decennale della scomparsa, la sua salma fu traslata nella cattedrale tiburtina.

## Genealogia episcopale
La genealogia episcopale è:
- Cardinale Scipione Rebiba
- Cardinale Giulio Antonio Santori
- Cardinale Girolamo Bernerio, O.P.
- Arcivescovo Galeazzo Sanvitale
- Cardinale Ludovico Ludovisi
- Cardinale Luigi Caetani
- Cardinale Ulderico Carpegna
- Cardinale Paluzzo Paluzzi Altieri degli Albertoni
- Papa Benedetto XIII
- Papa Benedetto XIV
- Papa Clemente XIII
- Cardinale Marcantonio Colonna
- Cardinale Giacinto Sigismondo Gerdil, B.
- Cardinale Giulio Maria della Somaglia
- Cardinale Carlo Odescalchi, S.I.
- Cardinale Costantino Patrizi Naro
- Cardinale Lucido Maria Parocchi
- Papa Pio X
- Cardinale Gaetano De Lai
- Cardinale Raffaele Carlo Rossi, O.C.D.
- Arcivescovo Gilla Vincenzo Gremigni, M.S.C.
- Cardinale Ugo Poletti
- Vescovo Pietro Garlato